# Percnia sinensis
Percnia sinensis là một loài bướm đêm trong họ Geometridae.